# Delta Machine Tour
La gira Delta Machine Tour de la banda inglesa Depeche Mode se anunció en conferencia de prensa en París el 23 de octubre de 2012, previendo inicialmente 37 fechas en el Viejo Continente, dando a conocer además el tema inédito titulado "Angel of Love", como apoyo de su álbum de estudio Delta Machine. El 11 de marzo de 2013 se anunciaron las fechas de la segunda manga del tour, que se desarrolló íntegramente en Norteamérica. La tercera manga del tour, de nuevo en Europa, no tuvo una presentación como tal y las fechas fueron apareciendo poco a poco. La gira concluyó el 7 de marzo de 2014 en Moscú, Rusia.
En esta gira Depeche Mode visitó por primera vez Serbia, Bielorrusia y los Emiratos Árabes Unidos.
Los conciertos realizados el 25 y 27 de noviembre de 2013 en la ciudad de Berlín, Alemania, fueron capturados y editados como álbum en directo en DVD con el nombre Live in Berlin.

## Créditos
Durante toda la gira, Depeche Mode se presentó en escenarios como un quinteto, tal como en sus cuatro anteriores tours.
David Gahan - vocalista.
Martin Gore - segundo vocalista, guitarras eléctrica y acústica, sintetizador y segunda voz.
Andrew Fletcher - sintetizador.
Christian Eigner - batería y sintetizador.
Peter Gordeno - sintetizador, piano, bajo eléctrico y apoyo vocal.

## Temas interpretados
Las canciones tocadas por la banda en concierto rondaron una veintena, naturalmente con inclinación sobre el álbum de apoyo de la gira Delta Machine. En concierto se pudo apreciar la inclusión de temas desde el álbum Black Celebration de 1986, incluyendo solo el clásico, previo a esa fecha, Just Can't Get Enough de 1981, así como Leave in Silence de 1982.
Cabe destacar que tres de los temas incorporados no fueron en sus versiones epónimas, sino en sus formas remezcladas por otros artistas, A Pain That I'm Used To de 2005, el clásico Halo de 1990 y el intro de I Feel You de 1993, lo cual en la gira Touring the Angel se hizo con el intro del tema Home.
| Listado para Europa 1 y Norteamérica 1. Intro Instrumental 2. Welcome to My World 3. Angel 4. - Walking in My Shoes - In Your Room 5. Precious 6. - Black Celebration - Behind the Wheel 7. - Policy of Truth - World in My Eyes 8. Should Be Higher 9. - Barrel of a Gun - John the Revelator 10. Tema acústico interpretado por Martin Gore - Higher Love - Only When I Lose Myself - The Child Inside - When the Body Speaks - Shake the Disease 11. Tema acústico interpretado por Martin Gore - The Child Inside - When the Body Speaks - But Not Tonight - Judas - Home - Shake the Disease 12. Heaven 13. Soothe My Soul 14. - A Pain That I'm Used To (Jacques Lu Cont Remix) - John the Revelator 15. - A Question of Time - Soft Touch/Raw Nerve 16. - Secret to the End - In Your Room 17. Enjoy the Silence 18. Personal Jesus 19. Goodbye Encore 20. Tema acústico interpretado por Martin Gore - A Question of Lust - Home - But Not Tonight - Somebody - Shake the Disease 21. - Halo (Goldfrapp Remix) - Condemnation 22. Just Can't Get Enough 23. I Feel You 24. Never Let Me Down Again En Norteamérica se omiten los temas 15 y 18. | Listado para Europa 3 1. Intro Instrumental 2. Welcome to My World 3. Angel 4. Walking in My Shoes 5. Precious 6. - Black Celebration - Stripped 7. - Should Be Higher - In Your Room 8. - Policy of Truth - In Your Room 9. Tema acústico interpretado por Martin Gore - The Child Inside - Home - Slow - Blue Dress 10. Tema acústico interpretado por Martin Gore - Shake the Disease - But Not Tonight - Judas - Blue Dress 11. Heaven 12. - Behind the Wheel - Soothe My Soul 13. A Pain That I'm Used To (Jacques Lu Cont Remix) 14. A Question of Time 15. Enjoy the Silence 16. Personal Jesus Encore 17. Tema acústico interpretado por Martin Gore - Home - Shake the Disease - Condemnation - Leave in Silence - Somebody - But Not Tonight - Judas 18. Halo (Goldfrapp Remix) 19. Just Can't Get Enough 20. I Feel You 21. Never Let Me Down Again Encore 2 22. Goodbye Se incluye como último tema en Berlín el 27/11/2013 |

### Estadísticas
- Temas del Delta Machine (10)
- Temas del Sounds of the Universe (0)
- Temas del Playing the Angel (3)
- Temas del Exciter (1)
- Temas del Ultra (2)
- Temas del Songs of Faith and Devotion (6)
- Temas del Violator (6)
- Temas del Music for the Masses (2)
- Temas del Black Celebration (5)
- Temas del Some Great Reward (1)
- Temas del Construction Time Again (0)
- Temas del A Broken Frame (1)
- Temas del Speak & Spell (1)
- Temas no pertenecientes a algún álbum de estudio: (2)
- Canciones tocadas en la gira anterior Tour of the Universe: 17
- Total de canciones Interpretadas: 40
- Regresos: "Higher Love" no tocada desde el Devotional Tour en diciembre de 1993 (19 años). "Barrel of a Gun" y "Only When I Lose Myself" ambas ausentes desde The Singles Tour en 1998 (15 años).
- Canciones más recientes, no perteneciente al álbum soporte de la gira: "Precious", "A Pain That I'm Used To" y "John the Revelator"
- Canción debut no perteneciente al álbum soporte de la gira: "But Not Tonight"
- Todos los sencillos interpretados de un álbum, no perteneciente al de soporte de la gira: Black Celebration, Violator y Songs of Faith and Devotion

### Variaciones

#### Variaciones de Europa 1 y Norteamérica
Véase arriba el Listado de la manga Europa 1 y Norteamérica
| Listado # | Tema #3             | Tema #5           | Tema #6          | Tema #8            | Tema #9                 | Tema #10             | Tema #13                | Tema #14             | Tema #15          | Tema #19           |
| --------- | ------------------- | ----------------- | ---------------- | ------------------ | ----------------------- | -------------------- | ----------------------- | -------------------- | ----------------- | ------------------ |
| 1         | Walking in my Shoes | Black Celebration | Policy of Truth  | Barrel of a Gun    | Higher Love             | The Child Inside     | A Pain that I´m used to | A Question of Time   | Secret to the End | A Question of Lust |
| 2         | Walking in my Shoes | Black Celebration | Policy of Truth  | Barrel of a Gun    | Only when I lose Myself | When the Body Speaks | A Pain that I´m used to | A Question of Time   | Secret to the End | Home               |
| 3         | Walking in my Shoes | Black Celebration | Policy of Truth  | Barrel of a Gun    | Higher Love             | When the Body Speaks | A Pain that I´m used to | A Question of Time   | Secret to the End | Home               |
| 4         | In your Room        | Behind the Wheel  | World in my Eyes | Barrel of a Gun    | Only when I lose Myself | When the Body Speaks | John the Revelator      | Soft Touch/Raw Nerve | Secret to the End | Home               |
| 5         | Walking in my Shoes | Black Celebration | Policy of Truth  | Barrel of a Gun    | Higher Love             | When the Body Speaks | A Pain that I´m used to | A Question of Time   | Secret to the End | But not Tonight    |
| 6         | Walking in my Shoes | Black Celebration | Policy of Truth  | Barrel of a Gun    | Higher Love             | But not Tonight      | A Pain that I´m used to | A Question of Time   | Secret to the End | Home               |
| 7         | Walking in my Shoes | Black Celebration | Policy of Truth  | Barrel of a Gun    | Only when I lose Myself | Judas                | A Pain that I´m used to | A Question of Time   | Secret to the End | Home               |
| 8         | Walking in my Shoes | Black Celebration | Policy of Truth  | Barrel of a Gun    | Higher Love             | Judas                | A Pain that I´m used to | A Question of Time   | Secret to the End | Home               |
| 9         | Walking in my Shoes | Black Celebration | Policy of Truth  | Barrel of a Gun    | The Child Inside        | Judas                | A Pain that I´m used to | A Question of Time   | Secret to the End | Home               |
| 10        | Walking in my Shoes | Behind the Wheel  | World in my Eyes | John the Revelator | Only when I lose Myself | Home                 | A Pain that I´m used to | Soft Touch/Raw Nerve | In your Room      | Somebody           |
| 11        | Walking in my Shoes | Black Celebration | Policy of Truth  | Barrel of a Gun    | When the Body Speaks    | Judas                | A Pain that I´m used to | A Question of Time   | Secret to the End | Home               |
| 12        | Walking in my Shoes | Black Celebration | Policy of Truth  | Barrel of a Gun    | Shake The Disease       | Judas                | A Pain that I´m used to | A Question of Time   | Secret to the End | Home               |
| 13        | Walking in my Shoes | Black Celebration | Policy of Truth  | Barrel of a Gun    | Higher Love             | Shake The Disease    | A Pain that I´m used to | A Question of Time   | Secret to the End | Home               |
| 14        | Walking in my Shoes | Black Celebration | Policy of Truth  | Barrel of a Gun    | The Child Inside        | Shake The Disease    | A Pain that I´m used to | A Question of Time   | Secret to the End | Somebody           |
| 15        | Walking in my Shoes | Black Celebration | Policy of Truth  | Barrel of a Gun    | The Child Inside        | But not Tonight      | A Pain that I´m used to | A Question of Time   |                   | Home               |
| 16        | Walking in my Shoes | Behind the Wheel  | World in My Eyes | John the Revelator | When the Body Speaks    | Shake the Disease    | A Pain that I´m used to | A Question of Time   |                   | Somebody           |
| 17        | Walking in my Shoes | Black Celebration | Policy of Truth  | Barrel of a Gun    | When the Body Speaks    | But not Tonight      | A Pain that I´m used to | A Question of Time   |                   | Home               |
| 18        | Walking in my Shoes | Behind the Wheel  | World in My Eyes | John the Revelator | Higher Love             | Judas                | A Pain that I´m used to | A Question of Time   |                   | A Question of Lust |
| 19        | Walking in my Shoes | Black Celebration | Policy of Truth  | Barrel of a Gun    | The Child Inside        | But not Tonight      | A Pain that I´m used to | A Question of Time   |                   | Shake the Disease  |
| 20        | Walking in my Shoes | Black Celebration | Policy of Truth  |                    |                         | Home                 | A Pain that I´m used to | A Question of Time   |                   | Shake the Disease  |
| 21        | Walking in my Shoes | Behind the Wheel  | World in My Eyes |                    |                         | But not Tonight      | A Pain that I´m used to | A Question of Time   |                   | Shake the Disease  |

Nota #1: El 07/07/13 en Werchter al ser un festival se omitieron "Black Celebration", "Barrel of a Gun", "When the Body Speaks", "Heaven", "Soothe My Soul", "Secret to the End", "Goodbye" y "Halo". Además "A Question of Time" y "A Paint that I'm Used to" cambiaron de posición.
Nota #2: El 11/07/13 en Bilbao al ser un festival se omitieron "Only when I Lose Myself", "Secret to the End" y "Goodbye".
Nota #3: El 13/07/13 en Lisboa al ser un festival se omitieron "Judas", "Secret to the End" y "Goodbye".
Nota #4: El 24/09/13 en Santa Barbarara se omitieron "Halo", "Just Can´t Get Enough" y "I Feel You" por problemas en la voz de Dave Gahan. En su lugar Martin interpretó "Shake the Disease".
Nota #5: El 26/09/13 en Mountain View se omitieron "Should be Higher", "Halo" y "I Feel You" por problemas en la voz de Dave Gahan. En su lugar Martin interpretó "Shake the Disease".
Nota #6: El 28/09/13 en Los Ángeles se omitieron "Halo" y "I Feel You" por problemas en la voz de Dave Gahan. En su lugar Martin interpretó "Shake the Disease".
Nota #7: El 29/09/13 en Los Ángeles se omitieron "Halo" y "I Feel You" por problemas en la voz de Dave Gahan. En su lugar Martin interpretó "Condemnation".
Nota #8: El 04/10/13 en Austin al ser un festival se omitieron "Should be Higher", "Barrel of a Gun", primer tema acústico, "Heaven", "Soothe My Soul" y "Halo".
Nota #9: El 08/10/13 en Phoenix se omitieron "Should be Higher", "Soothe my Soul", "Halo" y "I Feel You" por problemas en la voz de Dave Gahan. En su lugar Martin interpretó "Condemnation".
Nota #10: El 11/10/13 en Austin al ser un festival se omitieron "Should be Higher", "John the Revelator", primer tema acústico, "Heaven", "Soothe My Soul" y "Halo".

#### Variaciones de Europa 3
Véase arriba el Listado de la manga Europa
| Listado # | Tema #5           | Tema #6          | Tema #7          | Tema #8           | Tema #9           | Tema #11         | Tema #16           |
| --------- | ----------------- | ---------------- | ---------------- | ----------------- | ----------------- | ---------------- | ------------------ |
| 22        | Black Celebration | Policy of Truth  | Should be Higher | The Child Inside  | Shake The Disease | Behind the Wheel | Home               |
| 23        | Black Celebration | Should be Higher | Policy of Truth  | The Child Inside  | But not Tonight   | Behind the Wheel | Shake The Disease  |
| 24        | Black Celebration | Should be Higher | Policy of Truth  | Home              | Judas             | Behind the Wheel | Shake The Disease  |
| 25        | Black Celebration | Should be Higher | Policy of Truth  | The Child Inside  | But not Tonight   | Behind the Wheel | Condemnation       |
| 26        | Black Celebration | Should be Higher | Policy of Truth  | The Child Inside  | But not Tonight   | Behind the Wheel | Leave In Silence   |
| 27        | Black Celebration | Should be Higher | Policy of Truth  | The Child Inside  | Judas             | Behind the Wheel | Shake The Disease  |
| 28        | Black Celebration | Should be Higher | Policy of Truth  | The Child Inside  | But not Tonight   | Soothe my Soul   | Shake The Disease  |
| 29        | Black Celebration | Should be Higher | Policy of Truth  | Slow              | But not Tonight   | Behind the Wheel | Shake The Disease  |
| 30        | Stripped          | Should be Higher | In your Room     | The Child Inside  | Judas             | Behind the Wheel | Home               |
| 31        | Black Celebration | In your Room     | Policy of Truth  | The Child Inside  | Blue Dress        | Behind the Wheel | Somebody           |
| 32        | Black Celebration | Should be Higher | Policy of Truth  | Blue Dress        | Judas             | Behind the Wheel | Shake The Disease  |
| 33        | Black Celebration | In your Room     | Policy of Truth  | Slow              | But not Tonight   | Behind the Wheel | Shake The Disease  |
| 34        | Black Celebration | Should be Higher | Policy of Truth  | Slow              | Blue Dress        | Behind the Wheel | But not Tonight    |
| 35        | Black Celebration | In your Room     | Policy of Truth  | Slow              | Blue Dress        | Behind the Wheel | But not Tonight    |
| 36        | Black Celebration | In your Room     | Policy of Truth  | Slow              | Blue Dress        | Behind the Wheel | Shake The Disease  |
| 37        | Black Celebration | In your Room     | Policy of Truth  | Slow              | Blue Dress        | Behind the Wheel | Judas              |
| 38        | Black Celebration | Policy of Truth  | Should be Higher | Shake The Disease | Home              | No se tocó       | A Question of Lust |

## Destinos de la gira

### Primera Manga: Israel y Europa
| Fecha               | País            | Ciudad          | Lugar                           | #  |
| 4 de mayo de 2013   | Francia         | Niza            | Palais Nikaia                   | 1  |
| 7 de mayo de 2013   | Israel          | Tel Aviv        | Hayarkon Park                   | 2  |
| 10 de mayo de 2013  | Grecia          | Atenas          | Terra Vibe                      | 3  |
| 12 de mayo de 2013  | Bulgaria        | Sofía           | Lokomotiv Stadion               | 3  |
| 15 de mayo de 2013  | Rumania         | Bucarest        | Arena Națională                 | 3  |
| 19 de mayo de 2013  | Serbia          | Belgrado        | Usce Park                       | 2  |
| 21 de mayo de 2013  | Hungría         | Budapest        | Puskás Ferenc Stadion           | 3  |
| 23 de mayo de 2013  | Croacia         | Zagreb          | Arena Zagreb                    | 3  |
| 25 de mayo de 2013  | Eslovaquia      | Bratislava      | Inter Stadium                   | 3  |
| 28 de mayo de 2013  | Reino Unido     | Londres         | The O2 Arena                    | 3  |
| 29 de mayo de 2013  | Reino Unido     | Londres         | The O2 Arena                    | 4  |
| 1 de junio de 2013  | Alemania        | Múnich          | Olympiastadion                  | 3  |
| 3 de junio de 2013  | Alemania        | Stuttgart       | Mercedes-Benz Arena             | 3  |
| 5 de junio de 2013  | Alemania        | Frankfurt       | Commerzbank-Arena               | 5  |
| 7 de junio de 2013  | Suiza           | Berna           | Stade de Suisse                 | 3  |
| 9 de junio de 2013  | Alemania        | Berlín          | Berliner Olympiastadion         | 6  |
| 11 de junio de 2013 | Alemania        | Leipzig         | Red Bull Arena                  | 7  |
| 13 de junio de 2013 | Dinamarca       | Copenhague      | Parken Stadion                  | 8  |
| 15 de junio de 2013 | Francia         | París           | Stade de France                 | 8  |
| 17 de junio de 2013 | Alemania        | Hamburgo        | Imtech Arena                    | 6  |
| 22 de junio de 2013 | Rusia           | Moscú           | Estadio Lokomotiv               | 6  |
| 24 de junio de 2013 | Rusia           | San Petersburgo | SKK Arena                       | 9  |
| 27 de junio de 2013 | Suecia          | Estocolmo       | Ericsson Globe                  | 9  |
| 29 de junio de 2013 | Ucrania         | Kiev            | Olimpiys'kyy                    | 6  |
| 3 de julio de 2013  | Alemania        | Dusseldorf      | ESPRIT arena                    | 8  |
| 5 de julio de 2013  | Alemania        | Dusseldorf      | ESPRIT arena                    | 10 |
| 7 de julio de 2013  | Bélgica         | Werchter        | Rock Werchter Fest              | 3  |
| 9 de julio de 2013  | Suiza           | Locarno         | Moon and Stars Festival         | 11 |
| 11 de julio de 2013 | España          | Bilbao          | Bilbao BBK Live - Monte Cobetas | 7  |
| 13 de julio de 2013 | Portugal        | Lisboa          | Optimus Alive Fest              | 12 |
| 16 de julio de 2013 | Francia         | Nimes           | Arènes de Nîmes                 | 12 |
| 18 de julio de 2013 | Italia          | Milán           | Stadio San Siro                 | 13 |
| 20 de julio de 2013 | Italia          | Roma            | Stadio Olimpico                 | 14 |
| 23 de julio de 2013 | República Checa | Praga           | Synot Tip Arena                 | 13 |
| 25 de julio de 2013 | Polonia         | Varsovia        | Stadion Narodowy                | 13 |
| 27 de julio de 2013 | Lituania        | Vilna           | Vingis Park                     | 13 |
| 29 de julio de 2013 | Bielorrusia     | Minsk           | Minsk Arena                     | 13 |

### Segunda Manga: Norteamérica
| Fecha                    | País           | Ciudad           | Lugar                            | #  |
| 22 de agosto de 2013     | Estados Unidos | Detroit          | DTE Energy Music Theatre         | 6  |
| 24 de agosto de 2013     | Estados Unidos | Chicago          | First Midwest Bank Amphitheatre  | 13 |
| 27 de agosto de 2013     | Estados Unidos | Saint Paul       | Minnesota State Fair             | 13 |
| 30 de agosto de 2013     | Estados Unidos | Atlantic City    | Ovation Hall at the Revel Casino | 15 |
| 1 de septiembre de 2013  | Canadá         | Toronto          | Molson Canadian Amphitheatre     | 15 |
| 3 de septiembre de 2013  | Canadá         | Montreal         | Bell Centre                      | 15 |
| 6 de septiembre de 2013  | Estados Unidos | Brooklyn         | Barclays Center                  | 15 |
| 8 de septiembre de 2013  | Estados Unidos | Wantagh          | Nikon at Jones Beach Theater     | 16 |
| 10 de septiembre de 2013 | Estados Unidos | Washington D. C. | Jiffy Lube Live                  | 15 |
| 12 de septiembre de 2013 | Estados Unidos | Atlanta          | Aaron’s Amphitheatre at Lakewood | 15 |
| 14 de septiembre de 2013 | Estados Unidos | Tampa            | Live Nation Amphitheatre         | 15 |
| 15 de septiembre de 2013 | Estados Unidos | Fort Lauderdale  | BB&T Center                      | 15 |
| 18 de septiembre de 2013 | Estados Unidos | Houston          | Cynthia Woods Mitchell Pavilion  | 15 |
| 20 de septiembre de 2013 | Estados Unidos | Dallas           | Gexa Energy Pavilion             | 17 |
| 22 de septiembre de 2013 | Estados Unidos | San Diego        | Sleep Train Amphitheatre         | 15 |
| 24 de septiembre de 2013 | Estados Unidos | Santa Bárbara    | Santa Barbara Bowl               | 15 |
| 26 de septiembre de 2013 | Estados Unidos | Mountain View    | Shoreline Amphitheatre           | 15 |
| 28 de septiembre de 2013 | Estados Unidos | Los Ángeles      | Staples Center                   | 15 |
| 29 de septiembre de 2013 | Estados Unidos | Los Ángeles      | Staples Center                   | 18 |
| 2 de octubre de 2013     | Estados Unidos | Los Ángeles      | Staples Center                   | 19 |
| 4 de octubre de 2013     | Estados Unidos | Austin           | Festival Austin City Limits      | 20 |
| 6 de octubre de 2013     | Estados Unidos | Las Vegas        | Palms Casino Resort              | 15 |
| 8 de octubre de 2013     | Estados Unidos | Phoenix          | Desert Sky Pavilion              | 19 |
| 11 de octubre de 2013    | Estados Unidos | Austin           | Festival Austin City Limits      | 21 |

### Tercera Manga: Asia y Europa
| Fecha                   | País                   | Ciudad          | Lugar                            | #  |
| 3 de noviembre de 2013  | Emiratos Árabes Unidos | Abu Dhabi       | Isla de Yas                      | 38 |
| 7 de noviembre de 2013  | Irlanda                | Belfast         | Odyssey Arena                    | 22 |
| 9 de noviembre de 2013  | Irlanda                | Dublín          | O2 Arena                         | 23 |
| 11 de noviembre de 2013 | Reino Unido            | Glasgow         | Hydro Arena                      | 23 |
| 13 de noviembre de 2013 | Reino Unido            | Leeds           | Leeds Arena                      | 24 |
| 15 de noviembre de 2013 | Reino Unido            | Mánchester      | MEN Arena                        | 25 |
| 19 de noviembre de 2013 | Reino Unido            | Londres         | The O2 Arena                     | 26 |
| 21 de noviembre de 2013 | Alemania               | Colonia         | Lanxess Arena                    | 23 |
| 23 de noviembre de 2013 | Alemania               | Hannover        | TUI Arena                        | 27 |
| 25 de noviembre de 2013 | Alemania               | Berlín          | O2 World                         | 23 |
| 27 de noviembre de 2013 | Alemania               | Berlín          | O2 World                         | 28 |
| 29 de noviembre de 2013 | Dinamarca              | Herning         | Jyske Bank Boxen                 | 23 |
| 1 de diciembre de 2013  | Alemania               | Érfurt          | Messehalle                       | 23 |
| 3 de diciembre de 2013  | Alemania               | Bremen          | OWB Arena                        | 23 |
| 5 de diciembre de 2013  | Alemania               | Oberhausen      | Konig Pilsener Arena             | 29 |
| 7 de diciembre de 2013  | Países Bajos           | Ámsterdam       | Ziggo Dome                       | 29 |
| 9 de diciembre de 2013  | Suecia                 | Malmö           | Malmö Arena                      | 29 |
| 11 de diciembre de 2013 | Suecia                 | Gotemburgo      | Scandinavium                     | 29 |
| 13 de diciembre de 2013 | Noruega                | Oslo            | Telenor Arena                    | 29 |
| 15 de diciembre de 2013 | Finlandia              | Helsinki        | Hartwall Arena                   | 29 |
| 15 de enero de 2014     | España                 | Barcelona       | Palau Sant Jordi                 | 29 |
| 17 de enero de 2014     | España                 | Madrid          | Palacio de los Deportes          | 29 |
| 18 de enero de 2014     | España                 | Madrid          | Palacio de los Deportes          | 30 |
| 21 de enero de 2014     | Francia                | Montpellier     | Park&Suites Arena                | 29 |
| 23 de enero de 2014     | Francia                | Lyon            | Halle Tony Garnier               | 29 |
| 25 de enero de 2014     | Bélgica                | Amberes         | Sportpaleis                      | 29 |
| 27 de enero de 2014     | Reino Unido            | Birmingham      | LG Arena                         | 29 |
| 29 de enero de 2014     | Francia                | París           | Palais Omnisports de Paris-Bercy | 29 |
| 31 de enero de 2014     | Francia                | París           | Palais Omnisports de Paris-Bercy | 31 |
| 2 de febrero de 2014    | Francia                | Estrasburgo     | Zénith                           | 29 |
| 4 de febrero de 2014    | Alemania               | Mannheim        | SAP Arena                        | 32 |
| 6 de febrero de 2014    | Eslovaquia             | Bratislava      | Slovnaft Arena                   | 33 |
| 8 de febrero de 2014    | Austria                | Viena           | Stadthalle                       | 34 |
| 10 de febrero de 2014   | República Checa        | Praga           | O2 Arena                         | 34 |
| 12 de febrero de 2014   | Alemania               | Dresde          | Messehalle                       | 35 |
| 14 de febrero de 2014   | Suiza                  | Zúrich          | Hallenstadion                    | 35 |
| 15 de febrero de 2014   | Suiza                  | Zúrich          | Hallenstadion                    | 27 |
| 18 de febrero de 2014   | Italia                 | Turín           | Palasport Olimpico               | 29 |
| 20 de febrero de 2014   | Italia                 | Milán           | Mediolanum Forum                 | 36 |
| 22 de febrero de 2014   | Italia                 | Bolonia         | Unipol Arena                     | 37 |
| 24 de febrero de 2014   | Polonia                | Łódź            | Atlas Arena                      | 35 |
| 28 de febrero de 2014   | Bielorrusia            | Minsk           | Minsk Arena                      | 35 |
| 2 de marzo de 2014      | Letonia                | Riga            | Arena Riga                       | 36 |
| 4 de marzo de 2014      | Rusia                  | San Petersburgo | SKK Arena                        | 35 |
| 7 de marzo de 2014      | Rusia                  | Moscú           | Olimpiysky                       | 37 |

### Conciertos cancelados
El primer concierto cancelado de la gira se debió a una razón fortuita al encontrarse los camiones con el equipo de la banda con un bloqueo por una protesta en Turquía. El segundo, en el Peace & Love Festival de Suecia, se canceló debido a la bancarrota del evento. El concierto planeado para la ciudad de Lille en Francia fue cancelado debido a un problema con la calefacción del estadio donde se llevaría a cabo, el cual no pudo ser resuelto y según se anunció pondría en peligro al público asistente, al personal técnico y a la banda. El concierto en Kiev, Ucrania, que sería de los últimos de la gira, fue cancelado debido a la inestabilidad civil por las protestas conocidas como euromaidán en ese país.
| Fecha                   | País    | Ciudad   |
| 17 de mayo de 2013      | Turquía | Estambul |
| 27 de junio de 2013     | Suecia  | Borlänge |
| 17 de noviembre de 2013 | Francia | Lille    |
| 26 de febrero de 2014   | Ucrania | Kiev     |